# Tamanka maculata
Tamanka maculata é uma espécie de peixe da família Gobiidae e da ordem Perciformes.

## Habitat
É um peixe de água doce, de clima tropical e demersal.

## Distribuição geográfica
É encontrado na Ásia: Jolo (Filipinas).

## Observações
É inofensivo para os humanos.